# Анастас
Анастас (Дмитрієв, Черкес; роки народження та смерті невідомі) — діяч доби Руїни, один із керівників оборони Ладижина під час турецького наступу на Поділля 1674 року.

## Біографія
Анастас був греком за походженням. Прозивався він ще «Черкесом». Займався торгівлею, осів у містечку Лисянка (тепер Черкаської області). Після взяття Лисянки московськими військами у березні 1672 перейшов від гетьмана Петра Дорошенка на бік гетьмана Івана Самойловича, певний час перебував у Переяславі.
В умовах антитурецького альянсу Москівщини та Польщі дістав дозвіл на формування у Подністров'ї загону добровольців для протидії туркам, а сам був призначений його ротмістром. Воював на Поділлі, згодом вернувся на Лівобережну Україну, об'єднався з полковником А. Мурашком і знову рушив на подільський кордон. Відзначився у боях під Баром, Стіною, Каншицею, Тульчином, розгромив турецький загін під селом Тиманівкою.
Потім зробив рейд до Молдови, захопив під Цецорою 18 турецьких «язиків» і прибув до Ладижина — центра підпорядкованого Польщі козацтва. Тут разом з полковниками А. Мурашком і В. Сербином очолив оборону міста, яке обложила турецька армія. Більше десяти днів тримався український гарнізон разом з міщанами стримував турецькі штурми, знищивши майже 20 тис. ворогів. 19 серпня 1674 Ладижин впав і був спалений ворогом. Анастас зумів вибратися на волю, але його полонив якийсь українець-потурнак і продав як бранця молдовському господареві Георге Дуці. Згодом Анастас потрапив до Волощини, де за його волю внесли викуп грецькі купці. Через землі Угорщини та Польщі Анастас дістався Львова, потім — Вінниці, Білої Церкви та Києва. У січні 1675 московський цар Олексій Михайлович звелів йому прибути до Москви. Подальша доля Анастаса невідома.

### Рекомендована література
- Мицик Ю. Грек Анастас — оборонець Ладижина. В кн.: Історичний календар’ 99. К., 1998.

| українська персоналія | Це незавершена стаття про особу, що має стосунок до України. Ви можете допомогти проєкту, виправивши або дописавши її. |